# 914th Air Refueling Wing

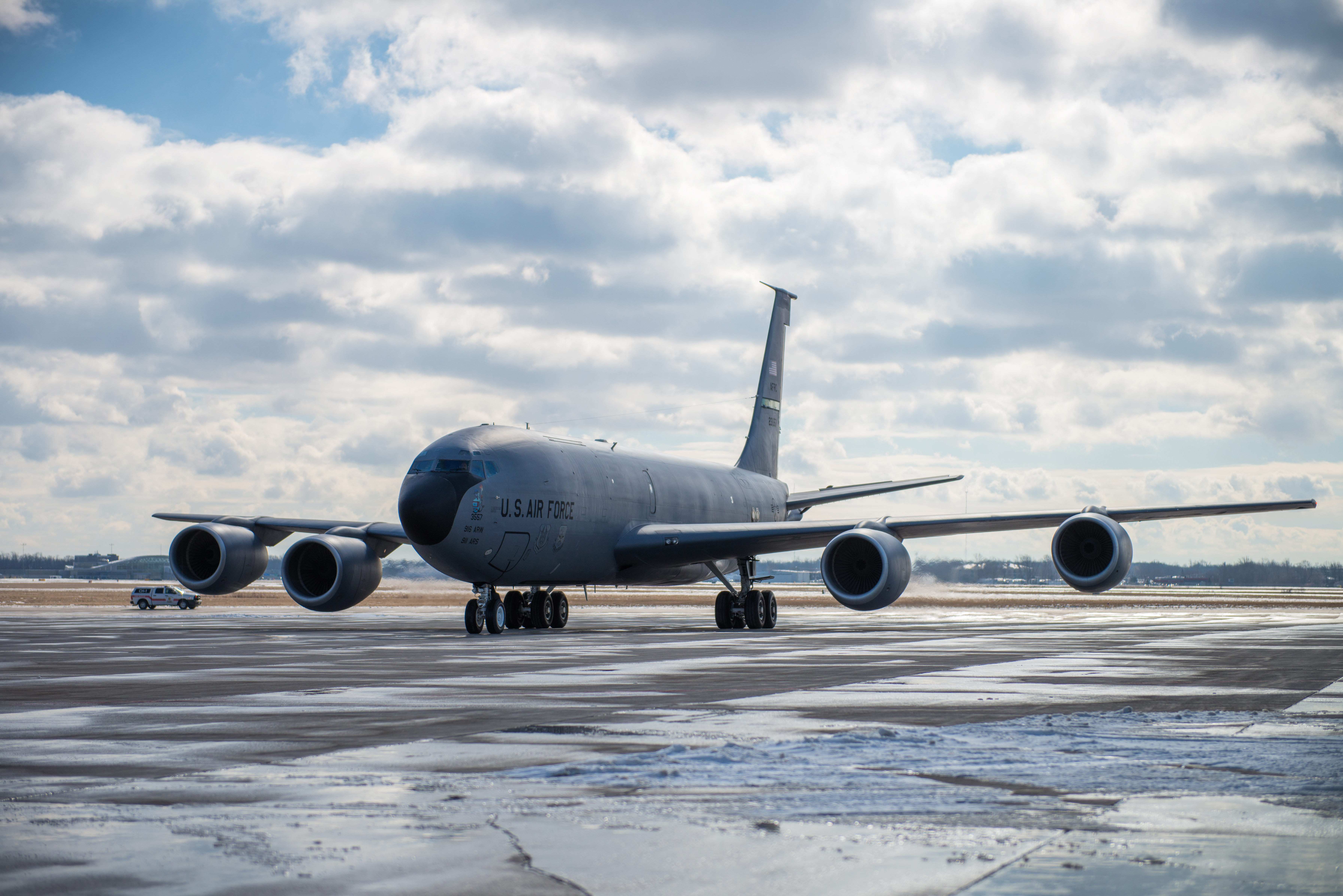
KC-135R del 328th ARS

Il 914thd Air Refueling Wing è uno Stormo da rifornimento in volo della Air Force Reserve Command, inquadrato nella Fourth Air Force. Il suo quartier generale è situato presso l'Aeroporto internazionale di Niagara Falls (Air Reserve Station), nello stato di New York.

## Organizzazione
Attualmente, al settembre 2017, esso controlla:
- 914th Operations Group, striscia di coda blu con scritta bianca NIAGARA e raffigurazione delle Cascate del Niagara
  -  328th Air Refueling Squadron - Equipaggiato con 9 KC-135R
  - 914th Operations Support Flight
  - 914th Aeromedical Evacuation Squadron
- 914th Maintenance Group
  - 914th Maintenance Squadron
  - 914th Aircraft Maintenance Squadron
  - 914th Maintenance Operations Flight
- 914th Mission Support Group
  - 30th Aerial Port Squadron
  - 914th Civil Engineering Squadron
  - 914th Communications Squadron
  - 914th Contracting Flight
  - 914th Logistics Readiness Squadron
  - 914th Force Support Squadron
  - 914th Security Forces Squadron
- 914th Aeromedical Staging Squadron